# New Zealand (Schiff)
Die HMS New Zealand war ein Schlachtkreuzer der Indefatigable-Klasse, dessen Bau von Neuseeland finanziert wurde. Sie war das zweite Schiff der Royal Navy, das den Namen des Dominions trug, nach dem Linienschiff New Zealand der King-Edward-VII-Klasse, das kurz vor dem Stapellauf des Schlachtkreuzers 1911 in Zealandia umbenannt worden war.
Im Ersten Weltkrieg wurde das Schiff nur in der Nordsee eingesetzt. Die New Zealand nahm 1914 am Seegefecht bei Helgoland, 1915 am Gefecht auf der Doggerbank und 1916 an der Skagerrakschlacht teil. Nur in der Skagerrakschlacht erhielt sie einen unbedeutenden Treffer.
Der Schlachtkreuzer führte zwei Weltreisen durch. Die erste 1913 nach der Indienststellung und eine zweite von Februar 1919 bis Februar 1920 mit Admiral John Jellicoe an Bord. Der Schlachtkreuzer wurde anschließend der Reserve zugeordnet und als veraltet am 19. Dezember 1922 zum Abbruch verkauft, um die Tonnagebegrenzungen des Washingtoner Flottenabkommens zu erfüllen.

## Geschichte derNew Zealand
1908 entschloss sich das britische Dominion Neuseeland, zur Verteidigung des Commonwealth den Bau eines Schlachtkreuzers zu finanzieren. Da Neuseeland zu dieser Zeit noch keine eigene Marine unterhielt, stellte es das Schiff der Royal Navy zur Verfügung. Der Schlachtkreuzer sollte auf der China Station der Royal Navy eingesetzt werden, zu deren Bereich auch Neuseeland ab der Selbstständigkeit der australischen Marine gehörte. Australien hatte gleichzeitig das Schwesterschiff HMAS Australia als Flaggschiff seiner eigenen Flotte in Auftrag gegeben.
Beide Schlachtkreuzer waren leicht verbesserte Nachbauten der Indefatigable. Die Royal Navy hatte kurz zuvor die wesentlich größeren Schiffe der Lion-Klasse, Lion und Princess Royal, in Auftrag gegeben, die auch vor den „Dominion“-Kreuzern fertiggestellt wurden.
Durch die erneute Verwendung des Indefatigable-Entwurfs waren die vier Türme der schweren Artillerie von 12 Zoll der „Dominion“-Kreuzer mit je einem Turm vorn und achtern und zwei diagonal versetzten Flügeltürmen aufgestellt. Die beiden Seitentürme konnten in dieser Aufstellung zumindest in einem beschränkten Bereich nach der jeweils gegenüberliegenden Seite feuern. Allerdings hatten die aktuellen Schlachtschiffs- und Schlachtkreuzerentwürfe schon eine Aufstellung von 13,5-Zoll-Geschützen auf der Mittschiffslinie. Hinsichtlich ihrer schweren Artillerie waren die New Zealand und die Australia damit schon bei ihrer Fertigstellung veraltet.
Beide Schiffe hatten gegenüber der Indefatigable einen stärkeren Seitenpanzer und gegenüber den ersten Schlachtkreuzern der Invincible-Klasse eine Möglichkeit des Einsatzes aller Türme nach beiden Seiten. Nach den Erfahrungen aus der Skagerrakschlacht wurden bei beiden Schiffen auch die Panzerdecks verstärkt.

### Vorkriegseinsatz
Zur Besatzung der Ende November 1912 in Dienst gestellten HMS New Zealand gehörten auch drei neuseeländische Offiziere. Nach einer Besichtigung durch den englischen König Georg verließ der Schlachtkreuzer am 8. Februar 1913 Portsmouth zu einer zehnmonatigen Weltreise von 45.132 Seemeilen bei 183 Seetagen. Über São Vicente (Kap Verde), Ascension, St. Helena, Kapstadt (1. März), Durban und Melbourne (31. März), wo der Kreuzer von den Zerstörern Warrego, Yarra und Parramatta empfangen wurde, erreichte er am 12. April Wellington. Die New Zealand umfuhr die beiden Inseln Neuseelands und besuchte fast jeden Hafen. In den zehn Wochen des Besuches Neuseelands wurde sie von etwa 500.000 Einwohnern besichtigt. Auf Wunsch der britischen Admiralität kehrte sie aber nach Großbritannien zurück.
Am 25. Juni 1913 begann in Auckland die Rückreise über Suva, Honolulu (13. Juli) nach Vancouver, wo sie am 28. Juli mit den Stationsschiffen Rainbow und Shearwater zusammentraf und Werbung für die Beteiligung der Dominions an den Kosten der Navy machte. Weiter führte die Rückreise über die mexikanischen Häfen Mazatlán (16.–18. August), Acapulco und Salina Cruz, Panama, Callao (8. September) und Valparaíso (17. September). Durch die Magellanstrasse wechselte die New Zealand wieder in den Atlantik und besuchte Montevideo, Rio de Janeiro und die Hauptinseln Westindiens. Sie erreichte am 27. Oktober Port of Spain, Trinidad, und traf am 3. November in Dominica die Suffolk unter Konteradmiral Sir Christopher Cradock und die Berwick. Nach weiteren Besuchen versorgte sich der Schlachtkreuzer vom 13. bis 18. November in Bermuda und lief dann weiter nach Halifax (21.–30. November). Da ein erwartetes Kohlenschiff nicht eintraf, musste die Überfahrt nach Portsmouth dann nur mit Öl angetreten werden. Die Reise der New Zealand war die bislang längste Besuchsreise eines dampfgetriebenen britischen Kriegsschiffs. Der Marineminister, Winston Churchill erhoffte sich von der Reise ein erhöhtes Interesse der britischen Auslandsbesitzungen an der Flotte. Er erwartete von den Dominions eine höhere Beteiligung an den Kosten der Aufrüstung, lehnte aber selbstständige Einsatzrechte der Dominions ab. Mit Prinz Georg von Battenberg, dem Sohn des Ersten Seelords Prince Louis of Battenberg, hatte die New Zealand einen Offizier mit engen Beziehungen zum Königshaus an Bord.
Am 8. Dezember wurde der Schlachtkreuzer Teil des 1. Schlachtkreuzergeschwaders der britischen Home Fleet. Mit dem Geschwader besuchte die New Zealand im Februar 1914 Brest und im Juni noch russische Ostseehäfen wie Riga, Reval und Kronstadt.
Ein von der Admiralität wohl erwogener Einsatz im Mittelmeer wurde in der Presse als Verstoß gegen die Verabredung mit Neuseeland kommentiert.

### Kriegseinsatz
Der erste Kampfeinsatz des Schlachtkreuzers New Zealand war seine Beteiligung am Seegefecht bei Helgoland am 28. August 1914 in der Schlachtkreuzergruppe unter David Beatty, die als Fernsicherung beim Angriff britischer Zerstörer auf deutsche Sicherungskräfte dienen und in den Kampf eingreifen sollte, wenn die Hochseeflotte auslaufen sollte. Als die leichten britischen Kräfte sich nicht planmäßig von den Deutschen lösen konnten, entschied sich Beatty einzugreifen, ehe schwere deutsche Einheiten aus Wilhelmshaven auslaufen konnten. Beim Marsch auf das Gefechtsfeld verlor die New Zealand den Anschluss an die schnelleren Schiffe Lion, Princess Royal und Queen Mary.
Die drei vorderen Kreuzer sichteten zuerst die frühzeitig schwer beschädigte Arethusa, die gerade von den deutschen Kreuzern Straßburg und Cöln angegriffen wurde. Straßburg konnte sich im Nebel zurückziehen, während Cöln und die dann auch noch eintreffende Ariadne zusammengeschossen und versenkt wurden, ehe Beatty das Signal zum Rückzug aller Einheiten gab.
Obwohl die New Zealand selten Ziele eindeutig identifizieren konnte, verschoss sie 83 Granaten, davon 17 Salven des Bugturms, überwiegend wohl auf die Cöln. Während des Gefechts trug der Kommandant, Lionel Halsey, das Māori piupiu, das er 1913 in Neuseeland von einem Māori-Häuptling geschenkt bekommen hatte, über der Uniform. Diese Tradition wurde während des Krieges beibehalten.
Zwei Tage nach dem Gefecht wurde die New Zealand wieder dem 1. Schlachtkreuzergeschwader zugeteilt, als die Inflexible aus dem Mittelmeer nach England zurückkehrte. Am 15. Januar 1915 wurde die New Zealand bei erneuter Reorganisation der Schlachtkreuzer Flaggschiff des 2. Schlachtkreuzergeschwaders (2nd Battlecruiser Squadron/2nd BCS) der Grand Fleet.

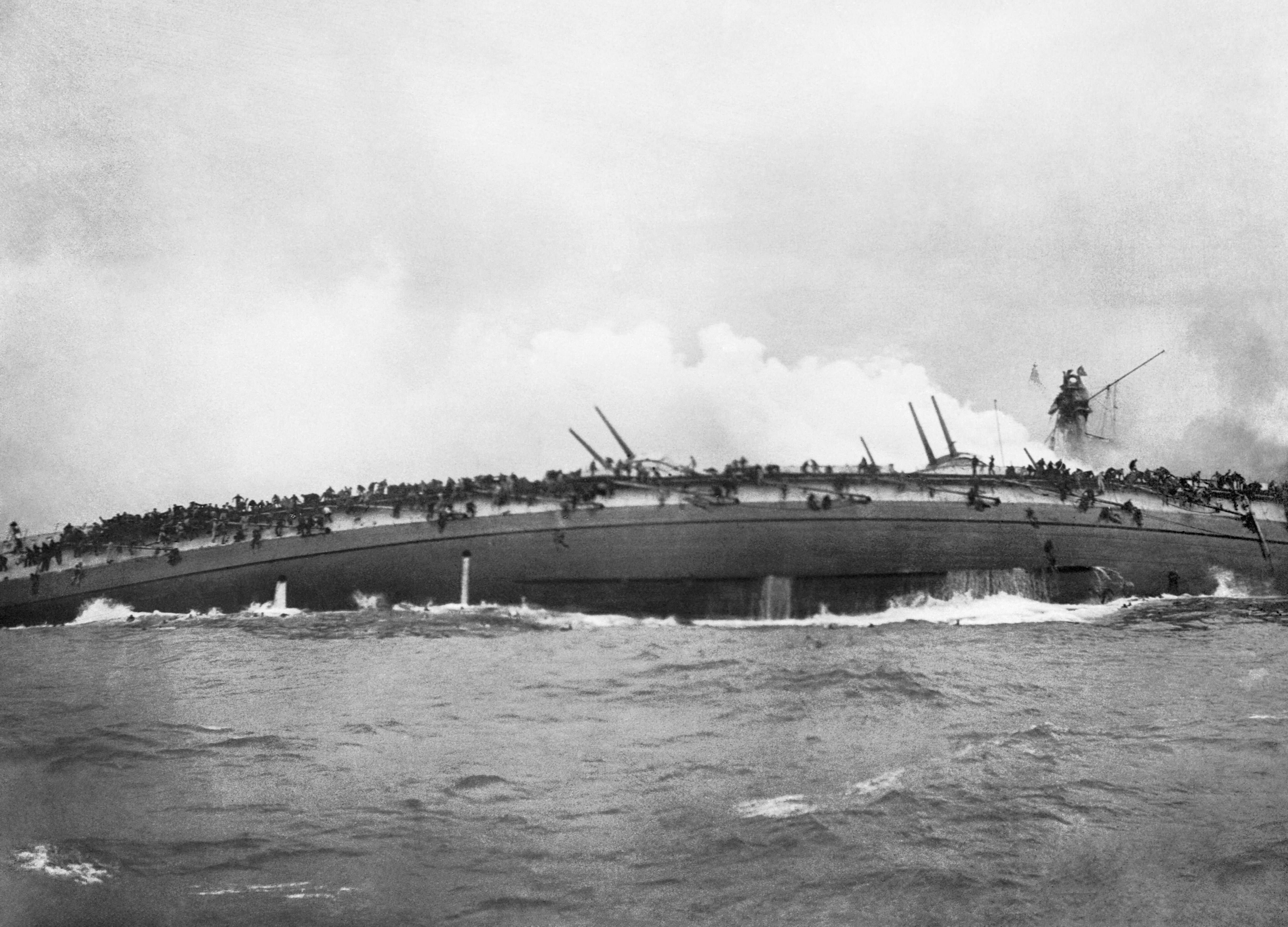
Untergang der Blücher

Am Morgen des 24. Januar 1915 entdeckten Beatty's Schlachtkreuzer die deutschen Aufklärungsstreitkräfte bei der Doggerbank und begannen die Verfolgung der sich zurückziehenden deutschen Schlachtkreuzer. Trotz großer Treibstofflast gelang es der New Zealand unter Konteradmiral Sir Archibald Moore diesmal, zumindest mit der Princess Royal mitzuhalten und über 26 kn zu laufen. Beattys Flaggschiff Lion und die erstmals zum Einsatz kommende Tiger liefen ein wenig voraus.
Als es den deutschen Schlachtkreuzern durch eine Konzentration ihres Feuers gelang, die Lion außer Gefecht zu setzen, führte ein missverständliches Signal Beattys zur Konzentration des Feuers aller britischen Schiffe auf den bereits schwer getroffenen und zurückgefallenen Panzerkreuzer Blücher und zu einer zeitweisen Aufgabe der Verfolgung. Die Blücher wurde schließlich durch den Torpedo eines Zerstörers versenkt, die drei zum Teil auch schwer getroffenen deutschen Schlachtkreuzer konnten jedoch entkommen. Die New Zealand hatte während des Gefechts nur die Blücher in Reichweite und verschoss 147 Granaten.
In der Folgezeit nahm die New Zealand an verschiedenen Vorstößen in der Nordsee teil. Am 22. April 1916 geriet die 2nd BCS dabei nordwestlich von Horns Riff in dichten Nebel. Wegen der U-Boot-Gefahr auf Zickzackkurs rammten sich die Schwesterschiffe Australia und New Zealand innerhalb von drei Minuten zweimal. Australia fiel durch die Schäden für Monate aus, die New Zealand kam am 30. Mai wieder zur Flotte und übernahm von der Indefatigable die Aufgabe als Flaggschiff der 2nd BCS unter Konteradmiral William Christopher Pakenham.

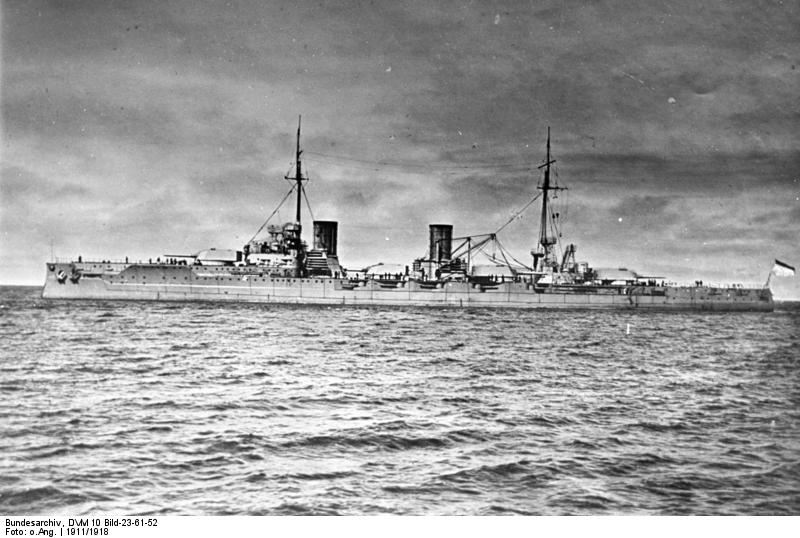
Die „von der Tann“,
Hauptgegner am Skagerrak

Schon am folgenden Tag war der Schlachtkreuzer an der Skagerrakschlacht beteiligt. Im Verband der Schlachtkreuzer unter Beatty lief die New Zealand als fünfter der sechs britischen Schlachtkreuzer in das Eröffnungsgefecht („Run to the South“) mit den fünf Schlachtkreuzern der I. Aufklärungsgruppe unter Vizeadmiral Hipper, die um 15:48 Uhr das Feuer eröffneten und schon nach zwei Minuten den ersten Treffer auf der führenden Lion erzielten. Um 16.03 Uhr brachten zwei Treffer der Von der Tann die am Ende der britischen Linie laufende Indefatigable zur Explosion, die mit 1017 Mann sank. Die New Zealand wurde bis dahin nicht beschossen und versuchte die Moltke zu treffen. von der Tann wechselte zur New Zealand als Ziel und erzielte mit 59 Schuss einen Treffer in der Nähe des Heckturms, der die Panzerung beschädigte und ein Loch ins Deck schlug. Der Turm konnte eine Weile nicht bewegt werden, aber niemand wurde verletzt. Gegen 16:26 Uhr sank nach Treffern von der Seydlitz und der Derfflinger auch noch die Queen Mary mit 1.266 Mann. Auch die drei anderen britischen Schlachtkreuzer hatten schwere Treffer erlitten und Tote zu beklagen.
Das Eingreifen der schnellen Schlachtschiffe des 5. Schlachtgeschwaders wendete die Situation, da deren Schiffe mit ihren 380-mm-Geschützen schwere Treffer auf den deutschen Schlachtkreuzern erzielten. Die von der Tann wechselte erneut das Ziel zur Barham. Sie erlitt aber schnell selbst schwere Treffer, die zeitweise zum Ausfall aller Türme führten und sie nur noch mit einem schweren Geschütz feuern konnte, das nur auf die New Zealand richtbar war.
New Zealand verschoss während der Schlacht mit 420 Granaten die meisten Geschosse aller beteiligten Großkampfschiffe. Erst nach dem Zusammentreffen mit der Hochseeflotte erzielte sie auch Treffer auf dem alten Linienschiff Schleswig-Holstein und sogar drei auf der sich zurückziehenden Seydlitz, die zuvor schon 19 schwere Treffer erhalten hatte, aber eingebracht werden konnte. Die New Zealand war ihrem Ruf als glückliches Schiff wieder gerecht geworden, hatte allerdings auch kaum Wirkung erzielt.
Nach der Schlacht, in der auch noch die Invincible mit 1026 Mann verloren ging, wurden deren beiden überlebenden Schwesterschiffe kaum noch zu Vorstößen herangezogen. Die beiden besser gepanzerten „Dominion“-Kreuzer erhielten Panzerverstärkungen zwischen den Mitteltürmen und an den Barbetten. Sie nahmen weiterhin an den Flottenvorstößen teil. So war die New Zealand auch am 17. November 1917 in See beim sogenannten Zweiten Seegefecht bei Helgoland, griff aber nicht in das Gefecht ein. 1918 wurde sie noch mit Flugzeugplattformen auf den beiden Mitteltürmen für ein Aufklärungsflugzeug sowie ein Jagdflugzeug ausgerüstet.

### Die Dominiontour

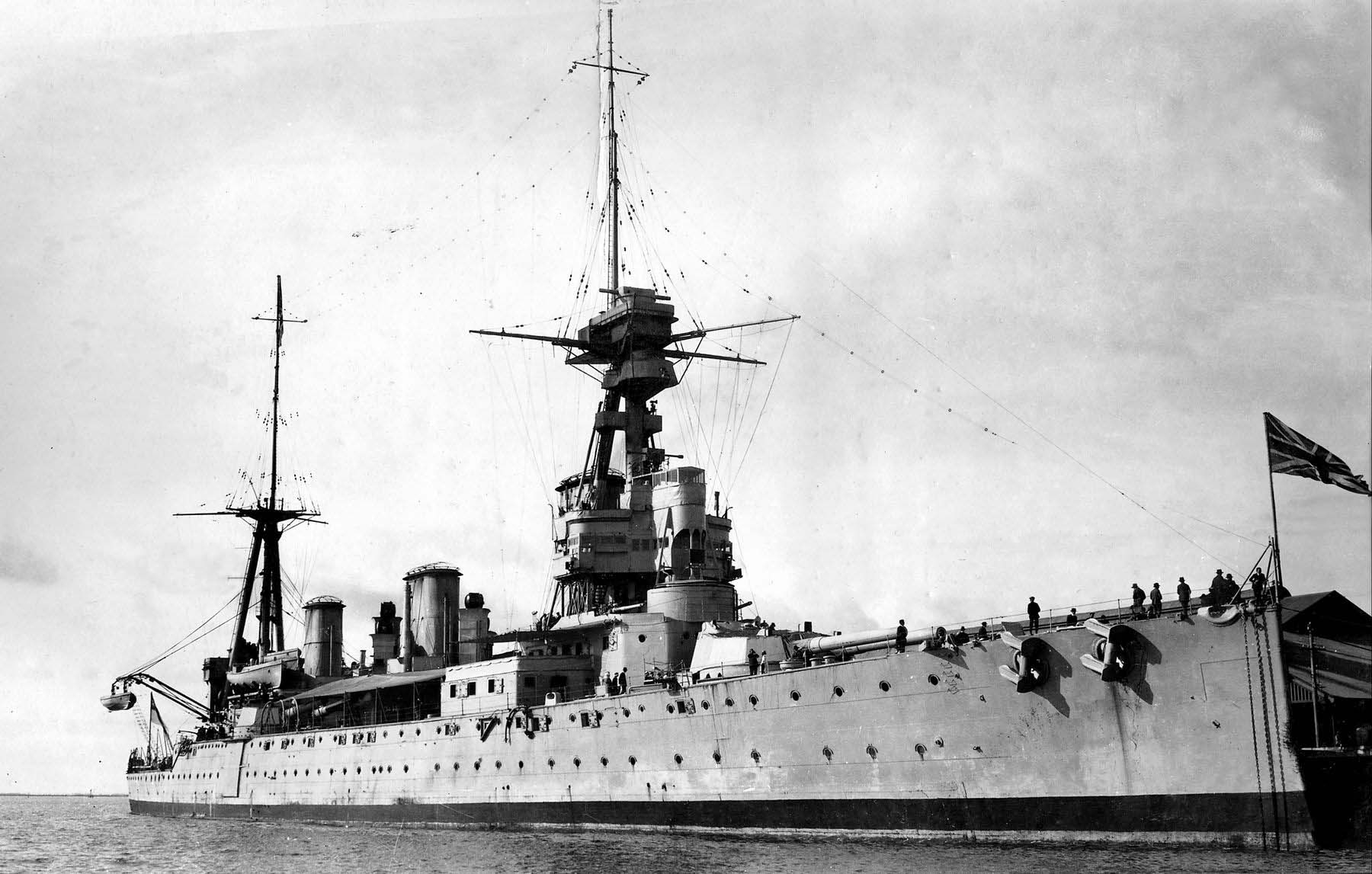
Die New Zealand 1919 in Australien

Ab Dezember 1918 bis Februar 1919 wurde die New Zealand für eine erneute Weltreise überholt. Dazu wurden die Flugzeugplattformen und ein Teil der 4-Zoll-Geschütze entfernt und Salutgeschütze wieder aufgestellt. Der frühere Oberbefehlshaber der Flotte, Admiral of the Fleet John Jellicoe, sollte die Verteidigung des britischen Weltreiches und die Marinepolitik der Überseegebiete des britischen Empire besichtigen, beurteilen und Vorschläge zu einer gemeinsamen und koordinierten Verteidigungs- und Marinepolitik machen. Die New Zealand sollte ihm als Reiseschiff dienen. Die von Februar 1919 bis Februar 1920 andauernde Reise führte zuerst nach Indien, wo die New Zealand am 14. März 1919 in Bombay eintraf. Jellicoe machte zwei Reisen von dort mit der Bahn nach Delhi und später nach Simla, um mit anglo-indischen Stellen zu verhandeln. Die New Zealand hatte mit ihrem Passagier zwischen seinen beiden Reisen Anfang April schon Karatschi besucht. Am 30. April setzte sie mit dem aus Simla zurückgekehrten Admiral die Reise nach Australien fort. Unterwegs wurden noch Colombo und die Cocos Islands besucht, ehe man am 15. Mai in Albany, Westaustralien, eintraf. Jellicoe ging mit seinem Stab von Bord und setzte die Reise an Land fort. Der Schlachtkreuzer besuchte noch Melbourne, Hobart und Sydney, von wo die Reise mit Jellicoe am 16. August nach Neuseeland fortgesetzt wurde. Am 20. August 1919 traf der Schlachtkreuzer nach sechs Jahren wieder in seinem „Heimatland“ ein und besuchte in den folgenden sechs Wochen viele Häfen und nahm an einer Vielzahl von Veranstaltungen teil. Das Schiff und sein Passagier waren in Neuseeland sehr beliebt und wie 1913 bemühten sich wieder Massen, den Schlachtkreuzer zu besichtigen. Der populäre Jellicoe kehrte Ende 1920 als Generalgouverneur (bis 1924) nach Neuseeland zurück. Sein Report zur Verteidigung des Empire wurde insbesondere wegen der erheblichen finanziellen Folgen nicht umgesetzt. Es entstand keine starke Fernost-Flotte wegen der von ihm gesehenen japanischen Bedrohung, auch wenn Singapur das Zentrum der britischen Streitkräfte wurde. Neuseeland folgte seinen Vorschlägen und gründete 1921 die New Zealand Division der Royal Navy.
Ende Oktober setzte Jellicoe mit der New Zealand über Fiji, Samoa, Christmas Island, Fanning Island und Hawaii die Reise nach Kanada fort, wo die New Zealand am 8. November eintraf. Jellicoe setzte seine Reise wieder über Land fort. Mit der Eisenbahn fuhr er durch den Kontinent und verhandelte vom 27. November bis zum 5. Dezember in Ottawa. Von dort besuchte er weitere kanadische Städte, unter anderem auch St. John’s (Neufundland) und Halifax (Nova Scotia). Vom 16. Dezember bis zum 1. Januar 1920 war er wieder in Ottawa. Die New Zealand verließ British Columbia am 25. November und lief über San Diego und den Panamakanal nach Kingston (Jamaika). Am 8. Januar nahm sie in Key West Jellicoe wieder an Bord, der aus Ottawa über New York und Washington, D.C. mit der Eisenbahn dorthin gekommen war.
Die Rückreise erfolgte nun über Havanna, Kingston (Jamaika) und Port of Spain (Trinidad). Dort lief die New Zealand am 21. Januar zum längsten Abschnitte der Reise (3850 sm) aus und erreichte nach 347 Tagen am 3. Februar 1920 Portsmouth. Insgesamt hatte die New Zealand 33.514 sm zurückgelegt.

### Endschicksal
Nach der Rückkehr des Schlachtkreuzers nach England im Februar 1920 wurde die New Zealand am 15. März 1920 außer Dienst gestellt und der Reserve zugeordnet. Gemäß den Vereinbarungen der Washingtoner Flottenkonferenz wurde sie am 19. Dezember 1922 zum Abbruch verkauft und dann ab 1923 in Rosyth abgewrackt.